# イェクラ
イェクラ(スペイン語: Yecla)は、スペイン・ムルシア州のムニシピオ（基礎自治体）。2016年の人口は34,037人。スペインワインの産地として知られる。イエクラと表記されることもある。

## 地理

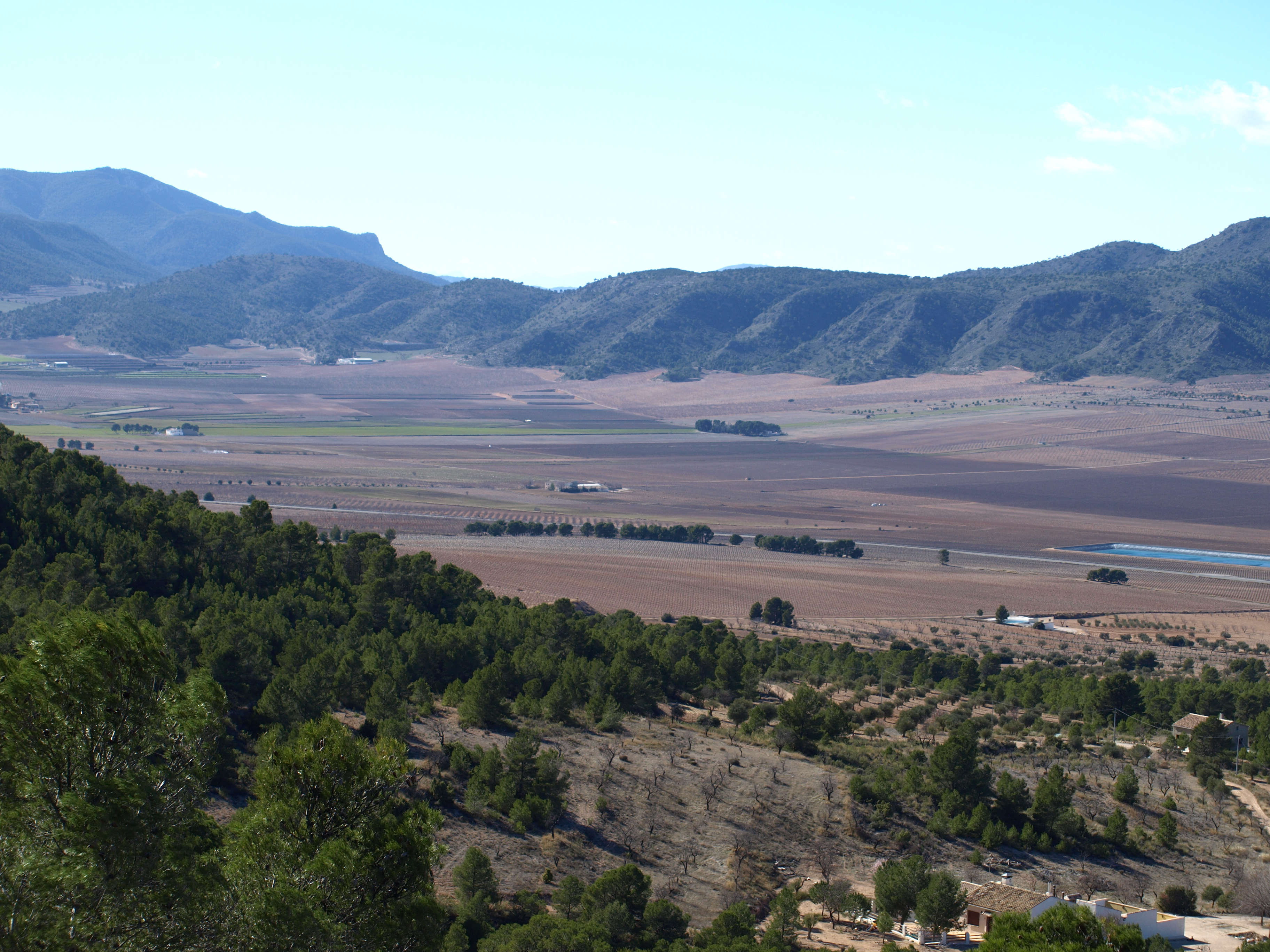
サリーナス山地

ムルシア州の最北端にある自治体であり、バレンシア州アリカンテ県ビリェーナ、ピノーソ、カスティーリャ＝ラ・マンチャ州アルバセテ県フエンテ＝アラモ、モンテアレグレ・デル・カスティージョ、アルマンサ、カウデテと境界を接している。
面積は607.7kmであり、標高は602m。ムルシア州の州都ムルシアからの距離は96km。南西のフミーリャとイェクラの2自治体でアルティプラーノ郡を構成している。自治体名と同名の中心集落のほかに、23km離れてラスパイ集落がある。サリーナス山地(1238m)、アラビ山(1065m)、マグダレーナ山地(1038m)などに囲まれている。
著作家のアリソンとホセ・ルイス・カスティージョ＝プチェはともにイェクラ生まれであり、イェクラの学校には両名の名前が冠されている。

## 経済
イェクラでは南西にあるフミーリャとともに、ムルシア・ヤギやグラナダ・ヤギ(Granada goat)が飼育されている。19世紀中頃以降は農業が卓越し、主にブドウ、オリーブ、アーモンド、穀物を生産している。20世紀前半には家具製造業も勃興し、今日では家具製造の町としても知られている。イェクラ家具フェアの開催地であるほか、常設の家具展示場も置かれている。

### ワイン

イェクラ (DO)の範囲

イェクラの自治体域を含むムルシア州北部には、スペインワインの原産地呼称制度であるデノミナシオン・デ・オリヘン(DO)に認定されているイェクラ (DO)がある。南側と西側はフミーリャ (DO)に、北側はアルマンサ (DO)に、東側はアリカンテ (DO)に、完全に囲まれている。イェクラ (DO)はモナストレル種を用いた赤ワインで知られる。
この地域では2000年以上前からブドウ栽培とワイン生産が行われており、古代ローマ人によって導入されたと考えられている。19世紀末にはフランスワインの産地がヨーロッパブドウの白化症状で大打撃を受けたため、フランス人ワイン商人がイェクラ地域のワイン生産に関与するようになった。1975年にはスペインの原産地呼称制度であるデノミナシオン・デ・オリヘン(DO)に認定された。
イェクラ (DO)のブドウ畑は標高400m-800mにあり、地中海とメセタ（ラ・マンチャ地方）の遷移地帯にある。土壌は石灰質であり、表土は砂質で水はけがよい。気候は地中海性大陸性気候であり、乾燥した長い夏季、穏やかな冬季が特徴である。夏季の最高気温は摂氏39度に達し、冬季の最低気温は摂氏マイナス5度に達する。年降水量はわずか300mmであるが、春季と秋季には暴風雨に見舞われることがある。日照時間は年平均3,000時間と長い。
- 認可品種
  - 白ブドウ品種 : アイレン、メルセゲーラ（英語版）、マカベオ、マルヴァジーア、シャルドネ
  - 黒ブドウ品種 : モナストレル、ガルナッチャ・ティンタ、ガルナッチャ・ティントレーラ（英語版）、テンプラニーリョ、メルロー、カベルネ・ソーヴィニヨン、シラー

## スポーツ

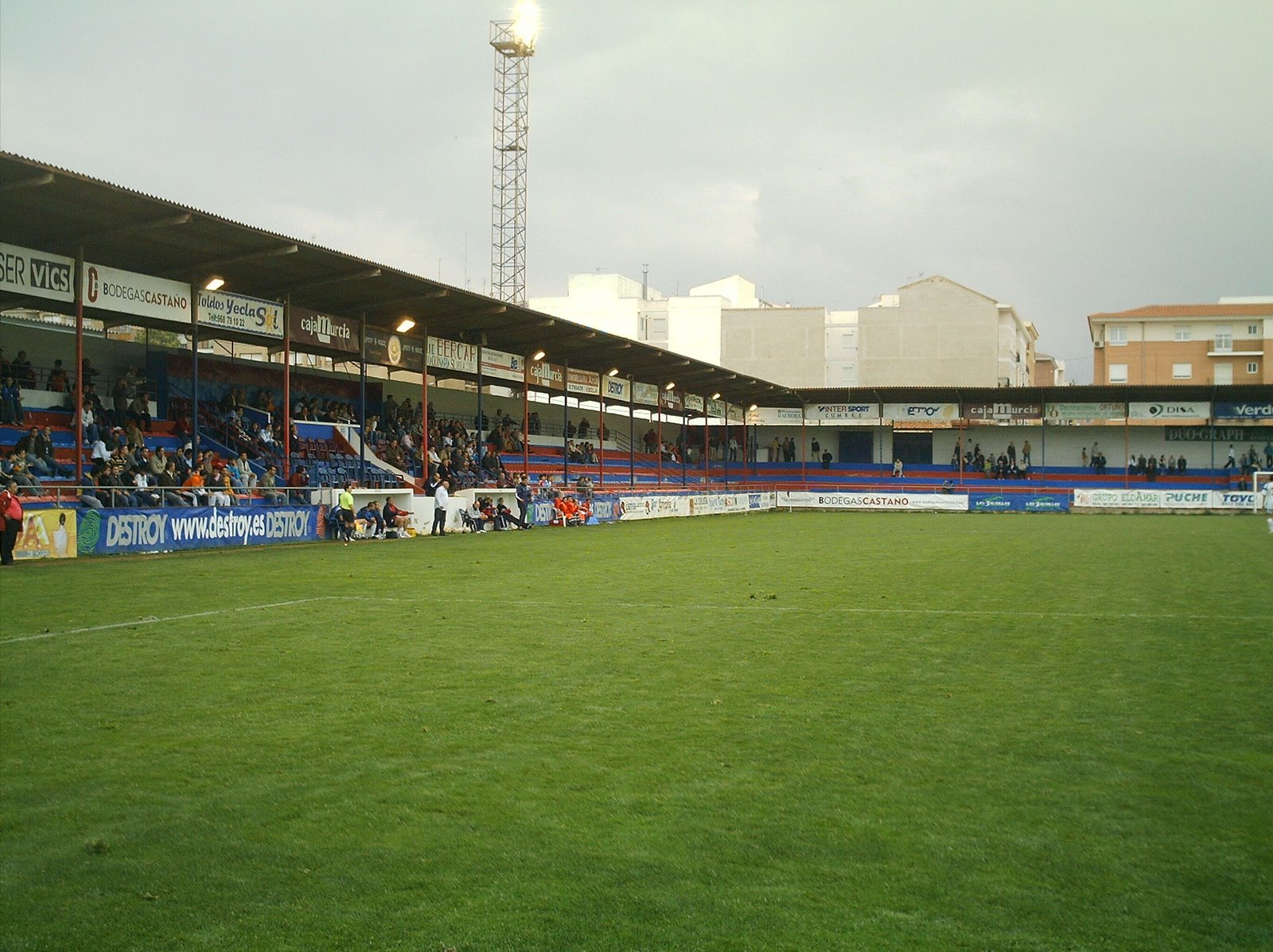
エスタディオ・コンスティトゥシオン

1950年にはサッカークラブのイェクラーノCFが創設され、11シーズンをセグンダ・ディビシオンB（3部）で、18シーズンをテルセーラ・ディビシオン（4部）で過ごした。1989-90シーズンにはテルセーラ・ディビシオンで優勝した。サッカースペイン代表経験のあるハビ・モレノは、若手時代の1997年にイェクラーノCFでプレーした。
2004年にはイェクラーノCFが解散し、後継クラブとしてイェクラーノ・デポルティーボが創設された。2004-05シーズンは地域リーグ1部で1位となって昇格し、2005-06シーズンはムルシア州リーグで2位となって昇格した。2006-07シーズンは初めてテルセーラ・ディビシオンでプレーし、2009-10シーズンは2位となって昇格した。
2010-11シーズンは初めてセグンダ・ディビシオンBでプレーしたが、19位で降格した。2011-12シーズンはテルセーラ・ディビシオンで優勝して昇格したが、2012-13シーズンはセグンダ・ディビシオンBで20位となって降格した。イェクラーノ・デポルティーボは4,000席を持つエスタディオ・コンスティトゥシオンをホームスタジアムとしている。

## 人口
| イェクラの人口推移 1900－2013                           |
|                                                         |
| 出典:INE（スペイン国立統計局）1900年 - 1991年、1996年 - |

## 政治
| 任期      | 首長名                                                            | 政党                                |
| --------- | ----------------------------------------------------------------- | ----------------------------------- |
| 1979–1983 | Francisco Guillén Castaño                                         | スペイン社会労働党(PSOE)            |
| 1983–1987 | Francisco Guillén Castaño (-1986) Vicente Maeso Carbonell (1987-) | スペイン社会労働党(PSOE) 国民党(PP) |
| 1987–1991 | Domingo Carpena Sánchez                                           | スペイン社会労働党(PSOE)            |
| 1991–1995 | María Cristina Soriano Gil                                        | スペイン社会労働党(PSOE)            |
| 1995–1999 | Vicente Maeso Carbonell                                           | 国民党(PP)                          |
| 1999–2003 | Vicente Maeso Carbonell                                           | 国民党(PP)                          |
| 2003–2007 | Juan Miguel Benedito Rodríguez                                    | 国民党(PP)                          |
| 2007–2011 | Juan Miguel Benedito Rodríguez                                    | 国民党(PP)                          |
| 2011–2015 | Juan Miguel Benedito Rodríguez (2011) Marcos Ortuño Soto (2011-)  | 国民党(PP)                          |
| 2015–2019 | Marcos Ortuño Soto                                                | 国民党(PP)                          |
| 2019–2023 | María Remedios Lajara Domínguez                                   | 国民党(PP)                          |
| 2023–     | n/d                                                               | n/d                                 |

## 出身者
- ヒネス・アンドレス・デ・アギーレ（スペイン語版）(1727-17??) : 画家。
- パスクアル・アマト（英語版）(1856-1928) : 軍人。
- アソリン(1873-1967) : 小説家・文芸評論家。
- カジェターノ・デ・メルヘリーナ・イ・ルナ（スペイン語版）(1890-1962) : 考古学者。
- ホセ・ルイス・カスティージョ＝プチェ（スペイン語版）(1919-2004) : 著作家。
- フアン・パスクアル・アソリン・ソリアーノ（英語版）(1951-) : 政治家。上院議員。エルダ（英語版）市長。
- フアン・ルイス・ヒメネス（スペイン語版）(1959-) : ポップバンドプレスントス・インプリカードス（英語版）の男声ボーカル・ギタリスト。通称ローガン。
- フランシスコ・ペレス・デ・ロス・コボス（スペイン語版）(1962-) : 裁判官。スペイン憲法裁判所長官。
- ソレダ・ヒメネス（スペイン語版）(1963-) : ポップバンドプレスントス・インプリカードス（英語版）の女声ボーカル・ギタリスト。
- アントニオ・プチェ・ビセンテ（英語版）(1972-) : サッカー選手。
- マリア・ホセ・マルティネス・サンチェス(1982-) : 女子テニス選手。

## 姉妹都市
- ビナロス（英語版）（バレンシア州カステリョン県）
- エイバル（バスク州ギプスコア県）
- エル・バルコ・デ・アビラ（英語版）（カスティーリャ・イ・レオン州アビラ県）